# Pierre d'Angoulême
Pierre d'Angoulême, mort en juillet 1208, est évêque de Tripoli de 1191 jusqu'en 1196 puis patriarche latin d'Antioche de 1196 jusqu'à sa mort en 1208. Il est également chancelier du royaume de Jérusalem entre 1185 et 1192.

## Biographie
Probablement originaire d'Angoulême, dans le royaume de France, il devient chancelier du royaume de Jérusalem en 1185 puis évêque de Tripoli en 1191.
Après la mort du patriarche Raoul II en 1196, Pierre fut élu comme son successeur.
En 1201, le prince d'Antioche Bohémond III, mourut. Son fils aîné, Raymond IV, étant déjà décédé depuis 1199, un conflit d'héritage éclata entre son fils encore mineur, Raymond-Roupen d'Antioche, et le fils cadet de Bohémond III, Bohémond IV. Ce dernier s'empara d'abord du pouvoir à Antioche, tandis que Raymond-Roupen trouva refuge auprès de la famille de sa mère, à la cour royale arménienne.
Lorsque Raymond-Roupen atteignit sa majorité, son oncle, le roi Léon II d'Arménie, pressa le prince Bohémond IV d'abdiquer en sa faveur, mais celui-ci refusa. Le patriarche Pierre défendit alors lui aussi les droits de Raymond-Roupen. Avec l'approbation de Rome, il excommunia le prince Bohémond IV ainsi que la commune d'Antioche, et ordonna qu'aucune cloche ne soit sonnée à Antioche, qu'aucune messe ne soit célébrée et qu'aucun mort ne soit enterré avant que Bohémond IV n'accepte d'abdiquer.
Vers la fin de l'année 1207, Pierre laissa entrer à Antioche une armée d'Arméniens et de barons mécontents, qui s'emparèrent de la ville basse. Bohémond IV, cependant, parvint à rassembler ses troupes dans la citadelle et à chasser les envahisseurs de la ville au bout de quelques jours. Pierre, dont l'implication dans l'incident était évidente, fut arrêté et emprisonné. Il mourut finalement de soif dans sa cellule d'Antioche en juillet 1208 n'ayant que l'huile de sa lampe à boire,.